# Mann gegen Mann (Lied)
Mann gegen Mann ist ein Lied der deutschen Band Rammstein. Es ist die dritte und letzte Single des Albums Rosenrot und wurde am 3. März 2006 veröffentlicht. Textlich behandelt das Lied das Thema Homosexualität, ist aber weitestgehend deutungsoffen gehalten.

## Liedtext
Der Text, der inhaltlich das Thema Homosexualität behandelt, bleibt in seiner Aussage weitestgehend uneindeutig. Dies ist durchaus beabsichtigt, wie Paul Landers und Oliver Riedel in Interviews erklären:

„Wir hatten auf jeden Fall nicht vor eine Schwulenhymne zu schreiben. Natürlich ist es ein kritisches Thema, wie ein heterosexueller Mensch mit dem Thema homosexueller Mensch umgeht. Vielleicht können wir dazu beitragen, dass das Wort ‚Schwuler‘ etwas entschärft und der negative Touch relativiert wird.“

Diese Uneindeutigkeit wird durch artifizielle Elemente erreicht, die aus komplexen, aber deutungsoffenen Sprachbildern und Anspielungen bestehen, zum Beispiel: „Ich nehm mein Schicksal in die Hand/Mein Verlangen ist bemannt“ oder „In meiner Kette fehlt kein Glied/Wenn die Lust von hinten zieht“.
Dabei entwerfen die ersten vier Strophen eine quasi homosexuelle Utopie mit zum Teil subtilen, aber auch relativ klaren Anspielungen. So ist „kleiner Prinz“ ein Symbol für den Penis, aber auch für das Objekt der Begierde im Kontrast zur Königin. Zugleich handelt es sich um eine Anspielung auf Der kleine Prinz von Antoine de Saint-Exupéry. Sänger Till Lindemann verwendet dabei einen bewusst weichen Singstil, der sich von seiner ansonsten auf Männlichkeit bedachten Singstimme unterscheidet. Der Refrain, wesentlich ausdrucksstärker und aggressiver vorgetragen, verwendet alltagssprachliche Versatzstücke, unter anderem die Phrase „Gleich und gleich gesellt sich gern“.

„Mann gegen Mann

Meine Haut gehört den Herren

Mann gegen Mann

Gleich und Gleich gesellt sich gern“

Im weiteren Liedtext wird auch mehrfach Homophobie zum Thema gemacht. In drei Zweizeilern werden auch negative Sichtweisen auf Homosexualität dargestellt:

„Mein Geschlecht schimpft mich Verräter

Ich bin der Alptraum aller Väter“

Dazwischen kommt auch der eher negativ konnotierte Ausruf „Schwuler!“ vor.
Christian Diemer, Musikwissenschaftler und Germanist, unterzog sowohl das Video als auch den Text einer tiefer gehenden hermeneutischen Untersuchung und kam zu folgendem Schluss:

„Der textgestützte Befund deutet darauf hin, dass konträre Meinungsäußerungen unterschiedlicher Explizität und Diffusität in Szene gesetzt werden, teils in klar zugeordneten Textgliedern, teils auf der Mikroebene von Doppeldeutigkeit und Metaphern. (…) Es gibt stark unterschiedliche Grade an Konkretheit und Diffusität auf der einen und an Affirmation und Ablehnung auf der anderen Seite.“

## Musik
Mann gegen Mann besteht aus einem Riff, das aus „einem Kleinsexten-Sprung am Anfang und einem retardierenden synkopischen Vier-in-drei-Rhythmus“ besteht. Das Grundriff bleibt während des gesamten Stückes bestehen und ändert sich nur in der Ausgestaltung. Verträumt und verspielt in den Strophen, im Zweizeiler aufbauend und brachial im Refrain. Dazu kommt ein Synthesizer-dominierendes Zwischenspiel. Als Samples werden ein Kinderlachen sowie Streicher verwendet.

## Musikvideo
Das Video entstand unter Regie von Jonas Åkerlund im Atelier II der Havelstudios im Stadtteil Berlin-Westend und wurde am 2. Februar 2006 erstmals auf MTV Germany gezeigt. Bis auf Frontsänger Till Lindemann spielt die gesamte Band nackt hinter ihren Musikinstrumenten (Gitarren, Schlagzeug und Keyboard) oder – in einigen Szenen – in engen, hautfarbenen, kurzen Hosen, die aber durch die Kameraführung und Schnitte nur selten zu erkennen sind. Lindemann steht hinter dem Mikrofon und trägt eine kurze, schwarze Latex-Hose und schwarze Overknees mit Highheels. Das Video zeigt abwechselnd die musizierende Band und Aufnahmen nackter Männer.
Im Verlauf des Videos macht Lindemann mehr und mehr einen manischen Eindruck, und eine gespaltene Zunge fährt aus seinem Mund. Die Bandmitglieder werden von der Menge über die Männergruppe getragen. Lindemann erscheint nun als Dämon umringt von den Männern, die zu ihm hochgreifen, ähnlich dem Bild auf dem Cover der Single. Zum Ende erhöht sich das Tempo des Lieds und die gezeigten Szenen werden chaotisch. Die nackten Männer schubsen sich herum, und Lindemann reißt sich Haare aus. Währenddessen schreit er wiederholt „Schwuler“.
Zunächst wurde das Video im regulären Programm ausgestrahlt. Nach einem Monat wurde es im deutschen Fernsehen nur noch zwischen 22 und 6 Uhr gezeigt, da es erst ab 16 Jahren freigegeben sei. In der Freigabebescheinigung der FSK vom 17. März 2006 wird jedoch „Freigegeben ab zwölf Jahren“ bescheinigt.
Wie bereits beim Video zum Depeche-Mode-Cover Stripped verwenden Rammstein hier Elemente des nationalsozialistischen Körperkults, insbesondere die Riefenstahl-Ästhetik, arbeiten diese aber auch ironisch auf. Denn im Video agieren Körper verschiedener Hautfarben mit- und gegeneinander. Auf der einen Seite sind Springerstiefel, also ein militärischer Aspekt zu sehen, zum anderen trägt Lindemann im Video Lackstiefel. Diese Gegensätze unterstützen die textliche Ausgestaltung des Liedes, das ebenfalls bewusst zwischen Abneigung und Glorifizierung hantiert.

## Chartplatzierungen
| ChartsChartplatzierungen     | Höchstplatzierung | Wochen |
| ---------------------------- | ----------------- | ------ |
| Deutschland (GfK)            | 20 (8 Wo.)        | 8      |
| Österreich (Ö3)              | 42 (2 Wo.)        | 2      |
| Schweiz (IFPI)               | 66 (2 Wo.)        | 2      |
| Vereinigtes Königreich (OCC) | 59 (1 Wo.)        | 1      |